# Phebalium appressum
Phebalium appressum är en vinruteväxtart som beskrevs av Paul G. Wilson. Phebalium appressum ingår i släktet Phebalium och familjen vinruteväxter. Inga underarter finns listade i Catalogue of Life.